# Шербет
Шербет (или шербе) је топло освежавајуће безалкохолно које није чај али подсећа на чај или медовину. Прави се тако што се печени шећер прелије хладном водом, а затим кува док не проври. Распрострањен је у западној и јужној Азији и тамо је популарно безалкохолно пиће припремљено од воћа или латица цвећа. Сладак је и послужује се хладан.

## Етимологија
Сам назив потиче од турске речи  şerbet која води порекло од персијске (شربت) sharbat. Оба појма потичу из арапског (شربة) sharba што значи пиће изведено од глагола شرب shariba пити.

## Распрострањеност
Шербет је у наше крајеве дошао из арапских земаља и Турске. Долази из Јужне и Западне Азије. Овај напитак користи се поред поменутих земаља и у Србији, Бугарској, Македонији и Босни и Херцеговини. 

Песник Бајрон је 1813. године, приликом посете Истанбулу, помињао пиће шербет.

### Турска
Отомански Турци пили су шербет пре и за време сваког јела. Чак и данас се у неким ресторанима у Истанбулу сервира шербет са многим традиционалним отоманским јелима. Шербет игра важну улогу у породичном животу у Турској.  Нарочито је познат шербет од руже.

### Иран
У Ирану шербет се прави чешће са ароматичним биљкама него воћем.

### Египат
У Египту се најчешће пије шербет са водом и шећером. Највише је цењен шербет са љубичицом и прави се гњечењем љубичастих цветића додатих у воду и шећер.

### Србија
У Србији се шербет прави од карамелизованог шећера са водом или млеком. Некада је био у сталној понуди у кафечајницама у Новом Пазару и околини.

## Примена
Шербет се користи као напитак који може да се пије и топао и хладан. Користи се и у медицинске сврхе, када је грло надражено и за спречавање кашља. Шербеџија је особа која продаје шербет из великог, карактеристичног бокала.